# 黑锰石
黑锰石（英語：Hausmannite)是一種含錳的氧化物，化學式為 MnIIMnIII2O4，或Mn3O4，同時含有二價和三價錳。如同磁鐵礦 (Fe3O4)，即其相應的氧化鐵。 它屬於尖晶石族，四方晶系。黑锰石是一種棕色至黑色金屬礦物，莫氏硬度為 5.5，比重為 4.8。
該礦物經由 Wilhelm Haidinger (1827) 為紀念德國哥廷根大學礦物學教授 Johann Friedrich Ludwig Hausmann (1782–1859) 而命名。

## 成因产状
黑锰石屬典型高温热液和接触交代物，与磁铁矿相似，在较为还原条件下形成的，与锰橄榄石、方锰矿、菱锰矿等共生，脉石矿物为重晶石而不是石英；黑锰石亦产于区域变质的沉积锰矿矿床，与褐锰矿、磁铁矿等共生；在低级变质条件下，锰的氢氧化物经失水作用，软锰矿和褐锰矿经还原作用皆可形成黑锰石。
標準產地為德國圖林根州圖林根森林伊爾梅瑙的厄倫施托克 (Öhrenstock)，于1813 年首次被發現。 地點包括美國阿肯色州貝茨維爾； 德國伊爾費爾德； 瑞典朗班； 和俄羅斯的烏拉爾山脈 。 高質量的樣品產於南非和納米比亞，在那裡它與其他錳氧化物、軟錳礦和硬锰矿(Psilomelane),方鐵錳礦伴生.